# Попеляєв Андрій Володимирович
Андрі́й Володи́мирович Попеля́єв — український тренер, рекордсмен України з бігу на 3000 м з перешкодами, 2014 — заслужений тренер України, 2019 - Заслужений працівник фізичної культури і спорту України, почесний громадянин Рівного.

## З життєпису
Народився 4 липня 1963 року.
Розпочав спортивну кар'єру 1977 року. Здобував нагороди різного рівня — на юнацькій та юніорській першості СРСР з легкої атлетики. 1984 року здобув професійну освіту. Того ж року встановив рекорд України з бігу із перешкодами на 3000 метрів, який станом на 2023 рік ніхто не перевершив та рекордсмен СРСР 
з бігу на 3000 м з/п серед молоді до 23 років.
З 1999 року тренер Рівненської обласної ШВСМ. Серед вихованців — ЗМСУ Наталія Прищепа, МСУМК Вадим Слободенюк, МСУМК Михайло Іверук, МСУМК Світлана Станко .
Проживає у місті Рівне.